# Француски револуционарни ратови: Кампања 1797.
Година 1797. је шеста година Француских револуционарних ратова. 

## Операције у Италији и Аустрији
Уочи четвртог покушаја деблокаде Мантове, Папска држава је отказала Болоњско примирје. Због тога Французи шаљу војску под командом К. Виктора (9000 војника) која код Кастел Болоњеза 3. фебруара) разбија папску војску (7500 војника). Због овог испада, папа је принуђен да се одрекне Болоње, Фераре и Ромање у корист Француске. 
Бонапарта са Фурланским корпусом (око 34 000 људи) креће на Беч. 22. марта Французи улазе у Трст. Аустријски градови падају један за другим. Под притиском Француза, Аустријанци потписују примирје у Јуденбургу, а 18. априла прелиминарни мир на 6 месеци и Леобену. Због устанка у Венецији и зверства венецијанских сељака над Французима, Наполеон 3. маја објављује рат Млетачкој републици. Венецијанци су принуђени на мир и довођење републиканаца на власт.

## Немачки фронт
Аустријске снаге на Рајни под командом генерала Латур-Мобура бројала је око 100.000 људи, а француска Рајнска, Мозелска и армија Самбре и Мезе укупно око 130.000 људи. Изгубивши у биткама код Алтенкирхена и Дирсхајма, Аустријанци су принуђени на мир.
Кампоформијски мир потписан је 17. октобра. Аустрија се одриче Белгије у корист Француске. Французи добијају Крф, Закинтос и Кефалонију од Венеције, а Аустрија од Венеције добија територије у Италији, Далмацији, Боки Которској и Истру. Млетачка република је Кампоформијским миром изгубила своју вишевековну самосталност.

## На мору
Дана 14. фебруара дошло је до поморске битке између Француза и Британаца код Сан Висентија. Французи су поражени и одбачени. У Великој Британији у то време наступају немири у унутрашњости.
Дана 25. јула, адмирал Нелсон изводи безуспешан напад на Санта Круз де Тенерифу. У бици код Кампердојна Британци уништавају холандску флоту (11. октобар). Крајем године, Британци су постепено овладали Цејлоном. 